# 항복 (공학)
1. True elastic limit
2. Proportionality limit
3. Elastic limit
4. Offset yield strength

재료 과학 및 공학에서 항복점(yield point)은 탄성 거동의 한계와 소성 거동의 시작을 나타내는 응력-변형 곡선의 지점이다. 항복점 이하에서는 재료가 탄성적으로 변형되고 적용된 응력이 제거되면 원래 모양으로 돌아간다. 항복점을 지나면 변형의 일부가 영구적이고 되돌릴 수 없게 되며 이를 소성 변형이라고 한다.
항복 세기(yield strength, 항복 강도) 또는 항복 변형력(yield stress, 항복 응력)은 재료 특성이며 재료가 소성 변형되기 시작하는 항복점에 해당하는 변형력이다.
항복(降伏/降服)은 일반 연강의 인장 시험으로 얻을 수 있는 변형력-변형 곡선에서 처음에는 비례 관계에 있으나 응력이 어느 일정한 값에 달하면 응력의 상승 없이 변형도가 증가하는 현상이다. 이는 물리적으로 소성 변형을 할 때, 물체가 외부에서 가하여지는 힘에 저항하여 그 원형을 지키려는 힘을 잃고 변형이 생기는 상태이다.

## 정의

### 항복 세기
항복 세기(yield strength, 항복 강도)란 일반 인장 시험에서 영구 변형이 발생하는 임계 응력을 말한다. 이때 항복값은 물체에 작용하는 힘이 커져서 응력과 변형과의 비례 관계가 깨어지고 변형만이 급격히 증가할 때의 응력값이다. 이것을 넘으면 물체는 영구 변형을 한다. 따라서 항복강도(降伏強度, yield strength) {\displaystyle F_{y}} 또는 {\displaystyle f_{y}}는 인장 시험에서 그 값부터 영구 변형이 발생하는 임계 응력이다.

### 강도 감소 계수
강도감소계수(強度減少係數, strength reduction factor, {\displaystyle \phi })는 건설 등 재료의 공칭 강도와 실제 강도 사이에 어쩔 수 없이 생기는 차이나 제작 및 시공상의 불확실성 등을 고려하여 공칭강도를 감소시키는 안전 계수이다. 철근-콘크리트 구조의 강도설계법에서, 인장강도를 무시하는 휨강도의 {\displaystyle \phi }는 지진하중 또는 그에 의해서 생기는 단면력에 대한 탄성 계수(modulus of elasticity) {\displaystyle E}와 함께 철근의 설계기준 항복강도 {\displaystyle f_{y}}와 밀접한 연관을 갖는다.

## 구조 공학에서의 활용

### 강재의 항복 변형력
강재(鋼材, structural steel)는 강구조 공학에서 사용되는 철로 이루어진 균질한 재료를 말한다. 강재에 작용하는 항복 변형력(yield stress, 항복 응력)을 계산하는 방법 중 폰 미제스(Von Mises)가 제안한 조건은 다음과 같다.
{\displaystyle F_{y}={\sqrt {\sigma ^{2}+3v^{2}}}}
- σ : 수직응력
- v : 전단응력

위 값을 폰 미제스 응력(Von Mises stress)이라 한다.

## 메커니즘 강화

### 결정립계 강화
결정립계(grain boundary)

## 같이 보기
- 소성 (물리학)
- 변형력-변형 곡선(stress-strain curve)
- 재료역학
- 층밀림 변형력(shear stress)
- 빙엄 플라스틱

## 참고 문헌
- (콘크리트구조기준 - 국가법령정보센터 www.law.go.kr) 콘크리트구조기준 2012 국토해양부
- (우리말샘) 항복강도, 강도감소계수 등
- Journal of the Korea Concrete Institute Vol. 22, No. 5, pp. 711~718, October, 2010 DOI 10.4334/JKCI.2010.22.5.711 Evaluation of the Maximum Yield Strength of Steel Stirrups and Shear Behavior of RC Beams , Jung-Yoon Lee, Im-Jun Choi, and Ji-Eun Kang , Dept. of Civil, Architectural, and Environmental System Engineering, Sungkyunkwan University, Suwon 440-746, Korea ,Doosan Heavy Industries & Construction, Seoul 137-070, Korea
- Gere, Goodno. 《SI 재료역학》 8판. 센게이지 러닝 코리아.
- 한국강구조학회 (2019). 《강구조공학》. 구미서관.
- 윤영수. 《철근콘크리트 역학 및 설계》 3판. 씨아이알.